# Louis L'Amour

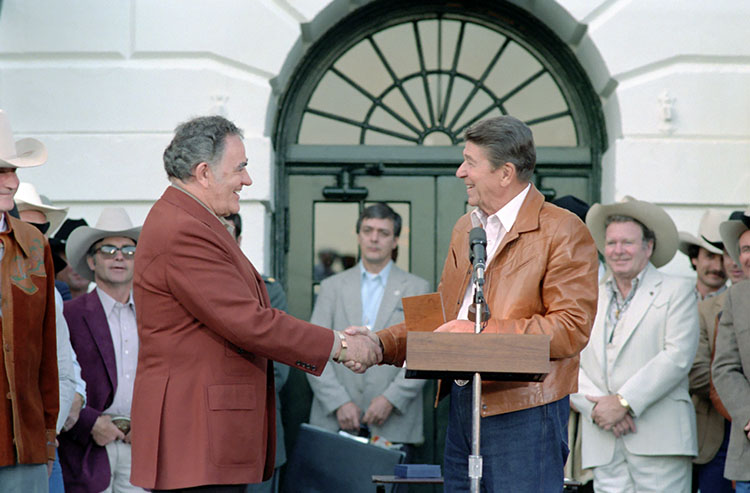
Louis L’Amour och Ronald Reagan, 1983.

Louis L'Amour, egentligen Louis Dearborn LaMoore, född 22 mars 1908 i Jamestown i North Dakota, död 10 juni 1988 i Los Angeles i Kalifornien, var en amerikansk författare som skrev under namnen Louis L'Amour, Jim Mayo och Tex Burns.

## Biografi
L'Amour var son till veterinären Louis Charles LaMoore och Emily Dearborn LaMoore och yngst av sju syskon. 
L'Amours första publicerade berättelse var novellen Anything for a Pal i tidningen True Gang Life. 1937 sålde han novellen Gloves for a Tiger till Thrilling Adventures Magazine och utgav ytterligare noveller fram till 1942, då han värvades till armén. När han kom tillbaka hade novellermarknaden inom kiosklitteratur försämrats. Han lyckades 1950 utge romanen Westward the tide i England. I USA romandebuterade han med fyra berättelser om Hopalong Cassidy under pseudonym Tex Burns och samtidigt skrev han en del för film och TV. 
L'Amours novell Gift of Cochise utgavs 1952 och omarbetades av manusförfattaren James Edward Grant till filmen Hondo med John Wayne i huvudrollen. Sedan omarbetade L'Amour filmmanuskriptet till romanen Hondo, vilken 1953 blev hans stora genombrott. Baserade på filmmanus och bok gjordes 17 avsnitt av TV-serien Hondo 1967 med Ralph Taeger i rollen som Hondo Lane.
Efter att 1959 ha skrivit The daybreakers utvecklade L'Amour sin serie om släkten Sackett, omfattande 17 romaner, men släkten medverkade även i flera noveller och som bifigurer i ytterligare några romaner. Serien kompletterades med släkten Talon, där Em Talon var född som en Sackett, samt släkten Chantry.
Filmen How the west was won (Så vanns vilda västern), med manus av James R Webb hade premiär 1962 och sedan omarbetade L'Amour den till en roman som utgavs 1963. Denna låg sedan till grund för TV-serien med samma namn (Familjen Macahan), som gjordes i 25 avsnitt 1976–1979.
Romanen Down the long hills belönades av Wesstern Writers of America med en Spur Award som bästa västernroman 1968.
L'Amours skrev huvudsakligen västernromaner, men 1986 utgavs äventyrsthrillern Last of the breed där en amerikansk major jagas av ryska elitförband och 1987 kom science fiction-romanen The haunted mesa.
Sammanlagt utgav L'Amour 129 böcker översatta till över 30 språk och 2014 hade mer än trehundratjugo miljoner böcker av Louis L'Amour sålts.
I svensk översättning utgav Wiken/Bokorama 1984–1986 tjugo inbundna böcker i en serie kallad Wild West. Tio av dessa böcker hade skrivits av Louis L'Amour. I pocketformat utgavs 22 böcker i serien "Louis L'Amour 1987–1989 samt 13 böcker i serien "Sacketts" 1990–1992. De inbundna böckerna och de om Sacketts innehöll oftast flera sidor än tidigare översättningar. I tidigare upplagor hade sidantalet anpassats till respektive bokseries standard.